# El Cordobes (BZN)
El Cordobes is een nummer van de Volendamse band BZN uit 1989.
Het lied werd uitgebracht als de eerste single van het album Crystal gazer en stond zes weken in de Nederlandse Top 40, waar het de dertiende plaats behaalde.
De tekst van het nummer gaat over de Spaanse stierenvechter Manuel Benítez Pérez, beter bekend als El Cordobés. Er werd een bijpassende videoclip bij gemaakt die werd opgenomen in Spanje. Het thema stierenvechten was echter omstreden en de promotie van het lied veroorzaakte daarom veel opschudding. De groepsleden van BZN verklaarden in een reactie dat zij geen intenties hadden om reclame voor het stierenvechten te maken en dat zij om die reden ook geen negatieve reacties hadden verwacht. De videoclip werd uiteindelijk slechts eenmalig vertoond op televisie. In de jaarlijkse televisiespecial die de groep opnam, werd El Cordobes door de commotie bewust zonder stier verfilmd.